# 小行星8138
小行星8138（英語：8138）是一颗围绕太阳公转的小行星。1980年3月20日，珀斯天文台在珀斯天文台发现了此天体。
这颗小行星的绝对星等为252.06832等。